# Pileværling
Pileværling (Emberiza rustica) er en 15 centimeter stor spurvefugl, der yngler fra det nordlige Skandinavien og mod øst gennem Sibirien til stillehavskysten. Arten ligner rørspurv, men har et rødbrunt brystbånd og varm kastanjebrun overgump.
I Norden yngler pileværling i fugtige nåleskove og skovkanter i Sverige og Finland samt sjældent i Norge. Det er en trækfugl, der har sit vinterkvarter i Sydøstasien og den er derfor kun en tilfældig gæst i Danmark.